# HD 29805
HD 29805，又名CD-51 1207，SAO 233605、HR 1498，是一颗恒星，视星等为6.44，位于銀經259.24，銀緯-41.23，其B1900.0坐标为赤經4h 36m 35.6s，赤緯-51° -41.23′ 7″。